# Stortjärnen (Råneå socken, Norrbotten, 734857-177745)
Stortjärnen är en sjö i Bodens kommun i Norrbotten och ingår i Råneälvens huvudavrinningsområde.